# Баба Вида
Баба Вида (болг. Баба Вида) — середньовічна фортеця в місті Видин у північно-західній частині Болгарії, головна міська історико-архітектурна пам'ятка. Входить до переліку 100 туристичних об'єктів Болгарії під № 13.
Складається з 2 основних фортечних стін та 4 веж.

## Історія
Будівництво фортеці почалося в Х столітті на місці давньоримської фортеці Бононія. За середньовіччя замок був важливим укріпленням в північно-західній частині країни.
Баба Віда витримав восьмимісячну облогу візантійської армії Василія ІІ (прозваного «Болгаробійцем»), але була зруйнована і відбудована під час правління Івана Срацимира.
Фортеця грала важливу роль під час окупації Болгарії Османською імперією. В той час фортеця правила арсеналом та в'язницею.
Сьогодні Баба Вида — це музей-фортеця.

## Галерея

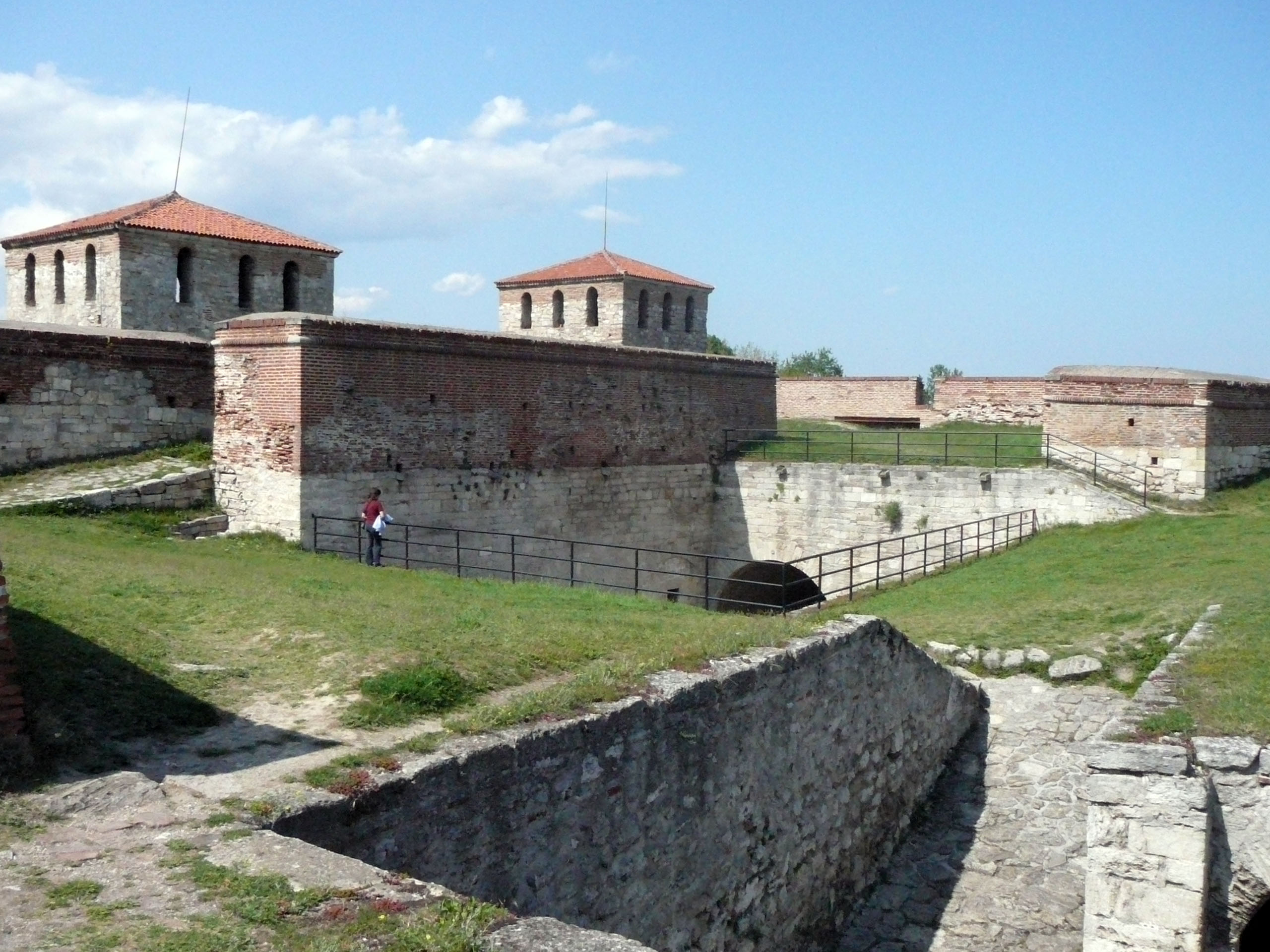
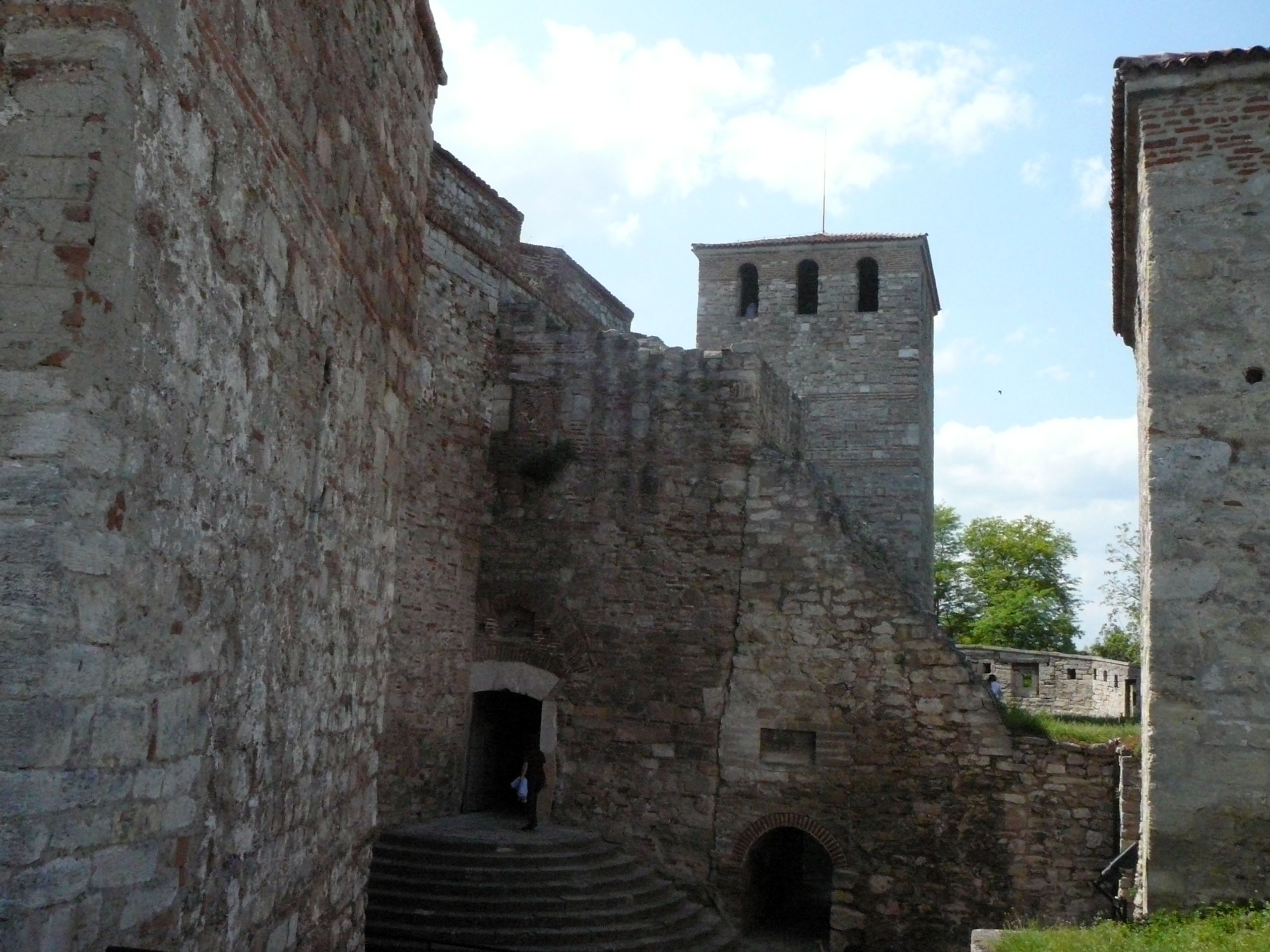
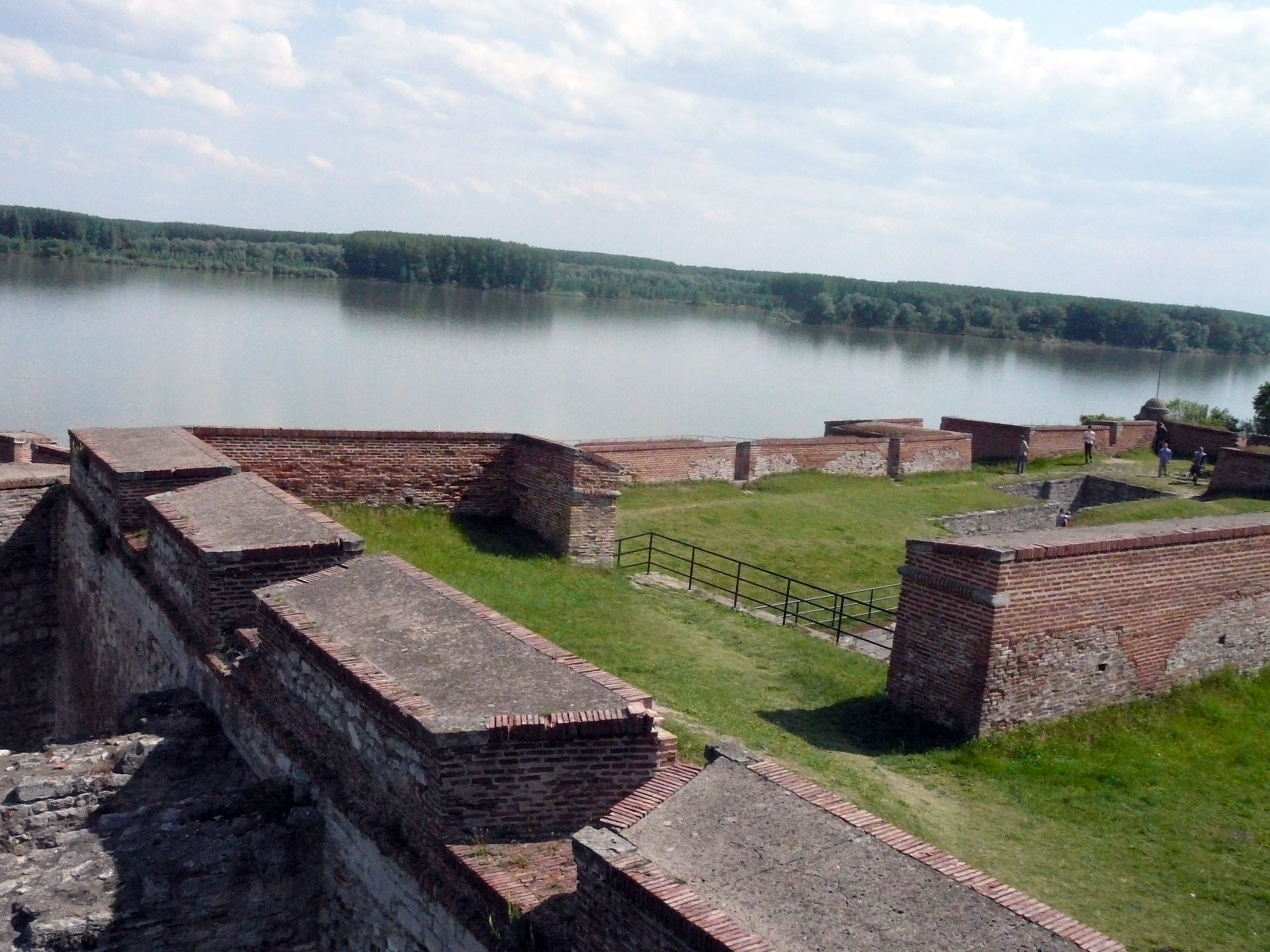
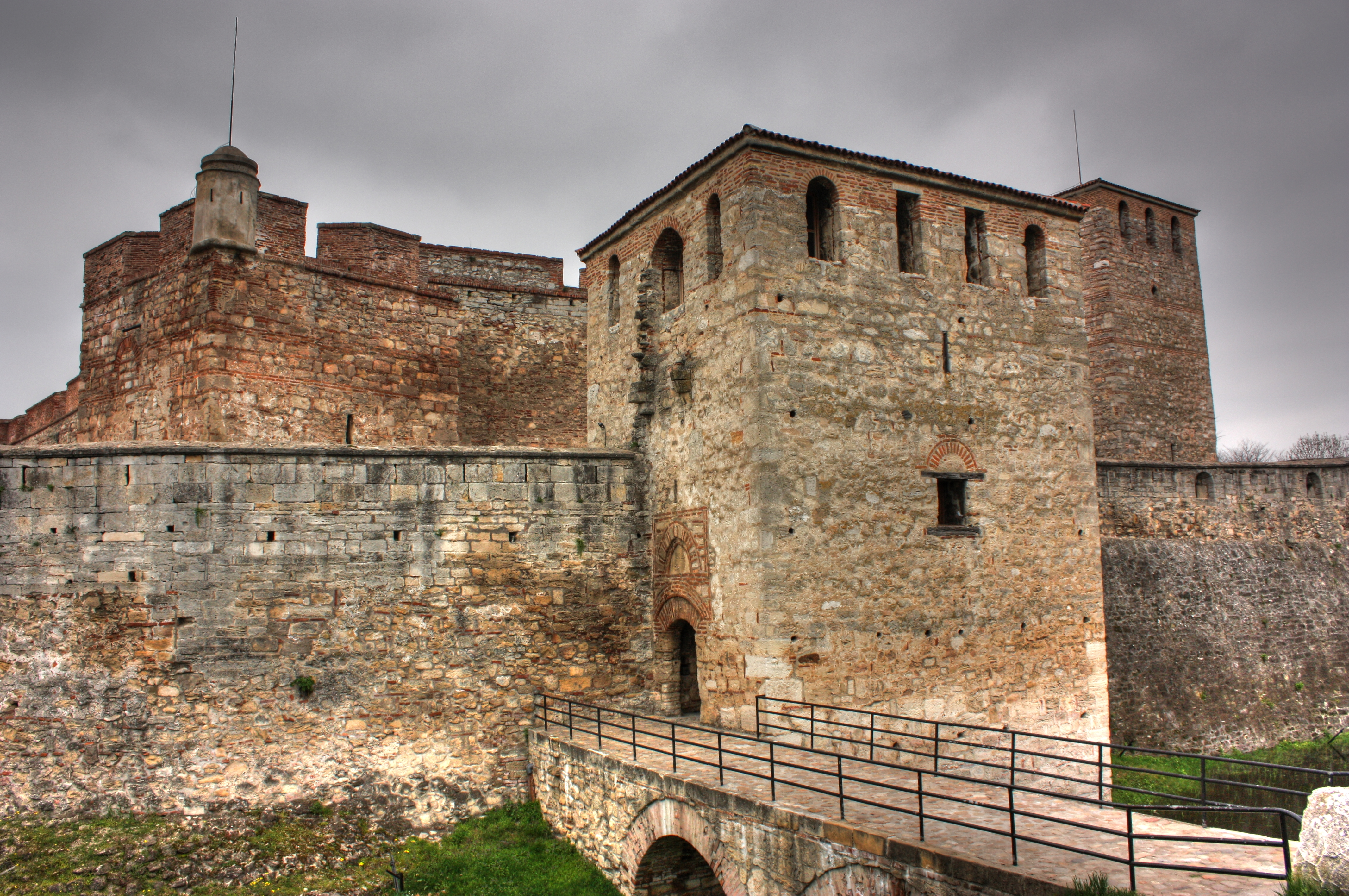
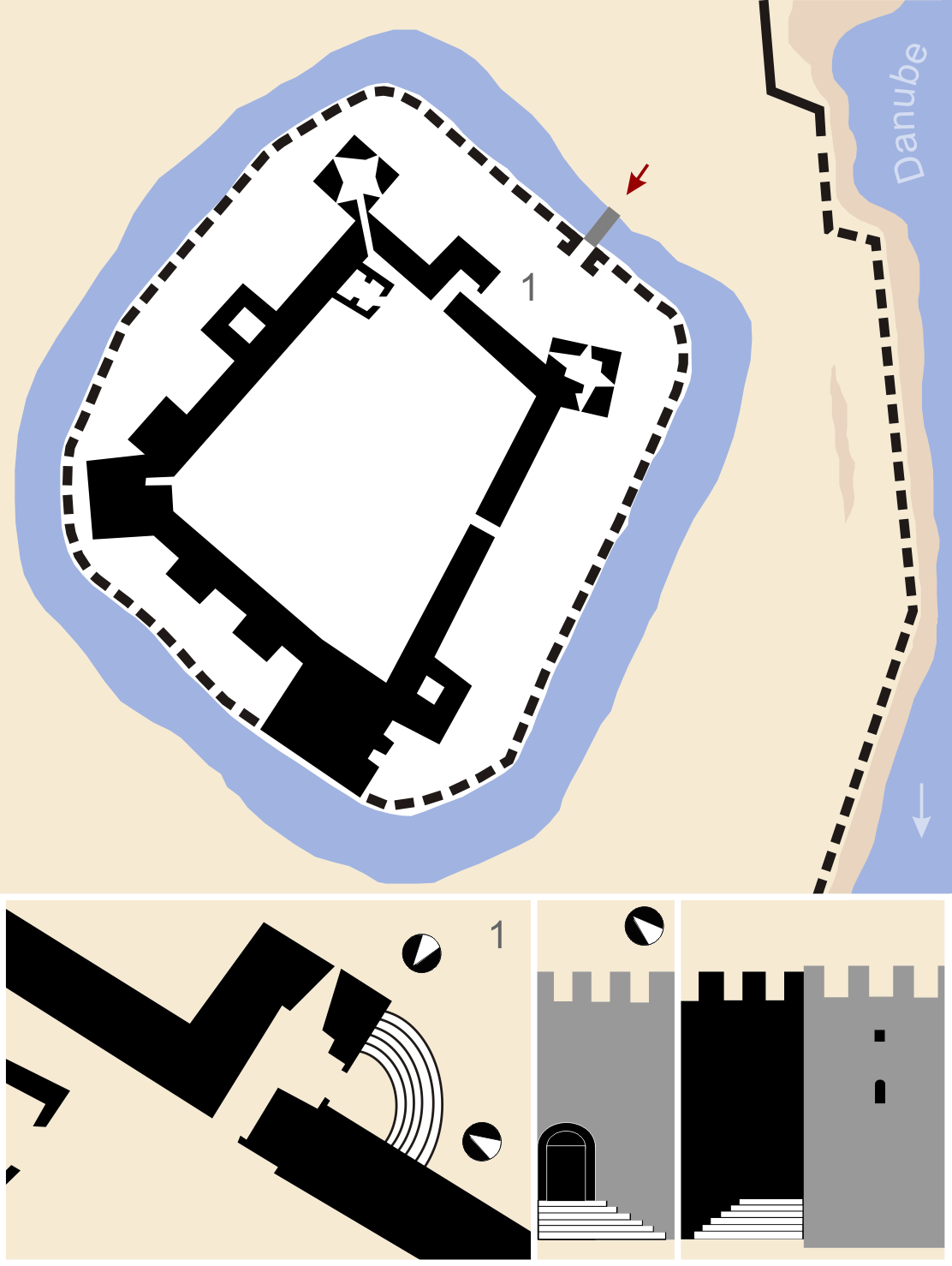
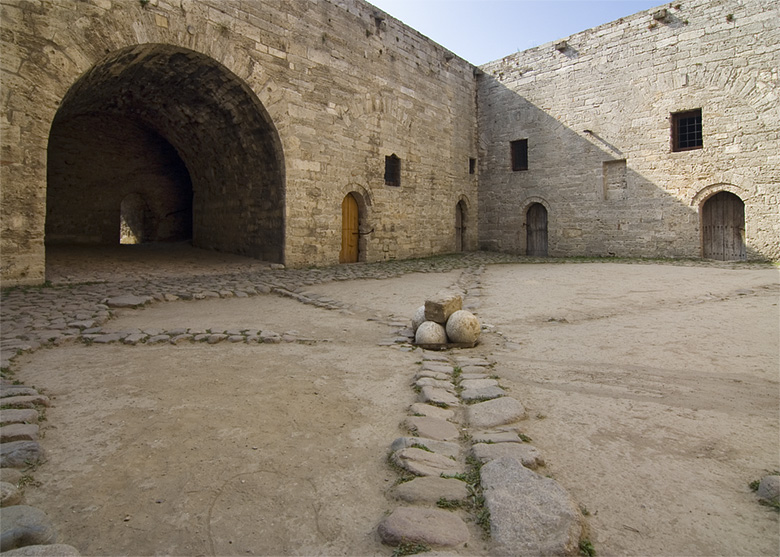
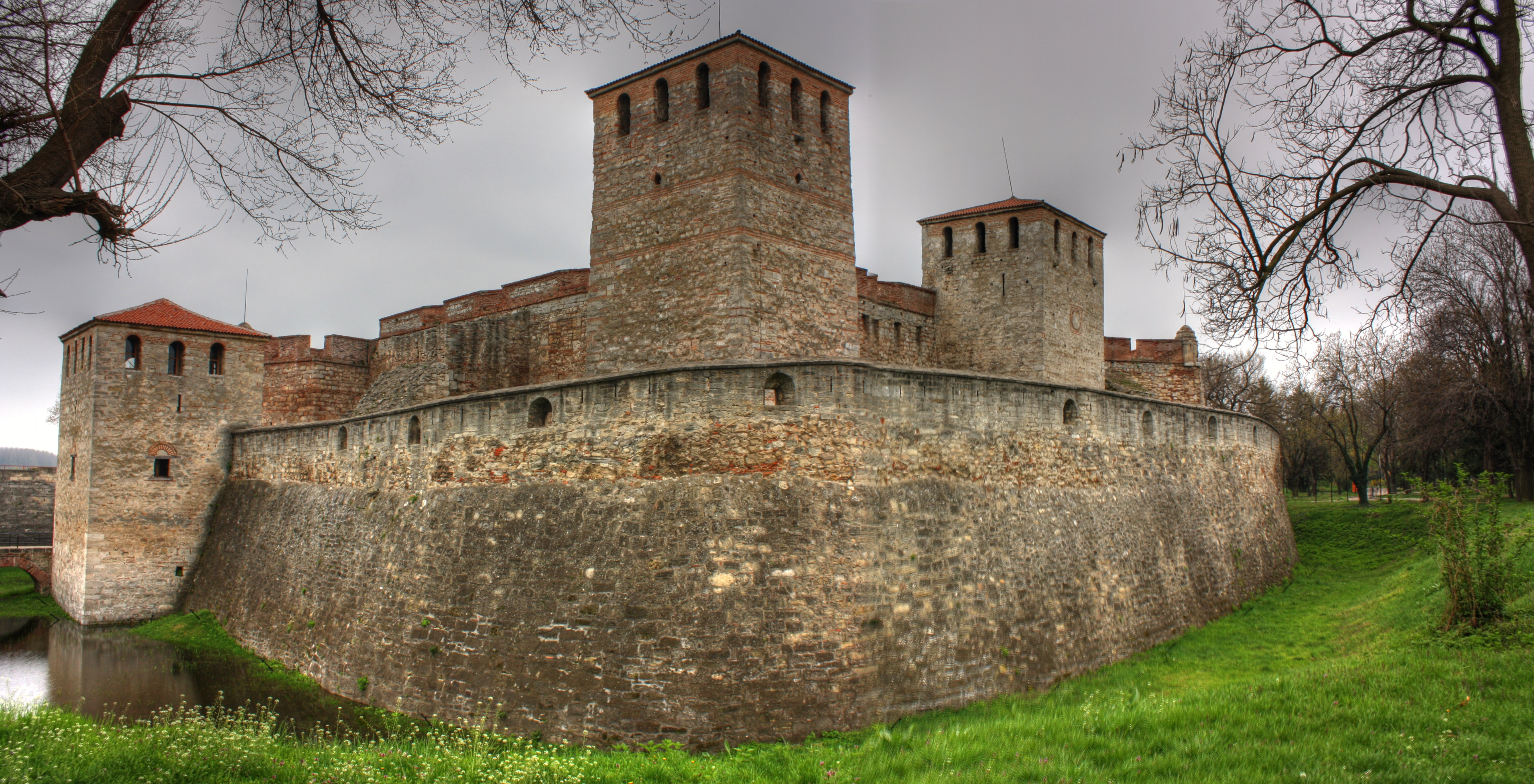
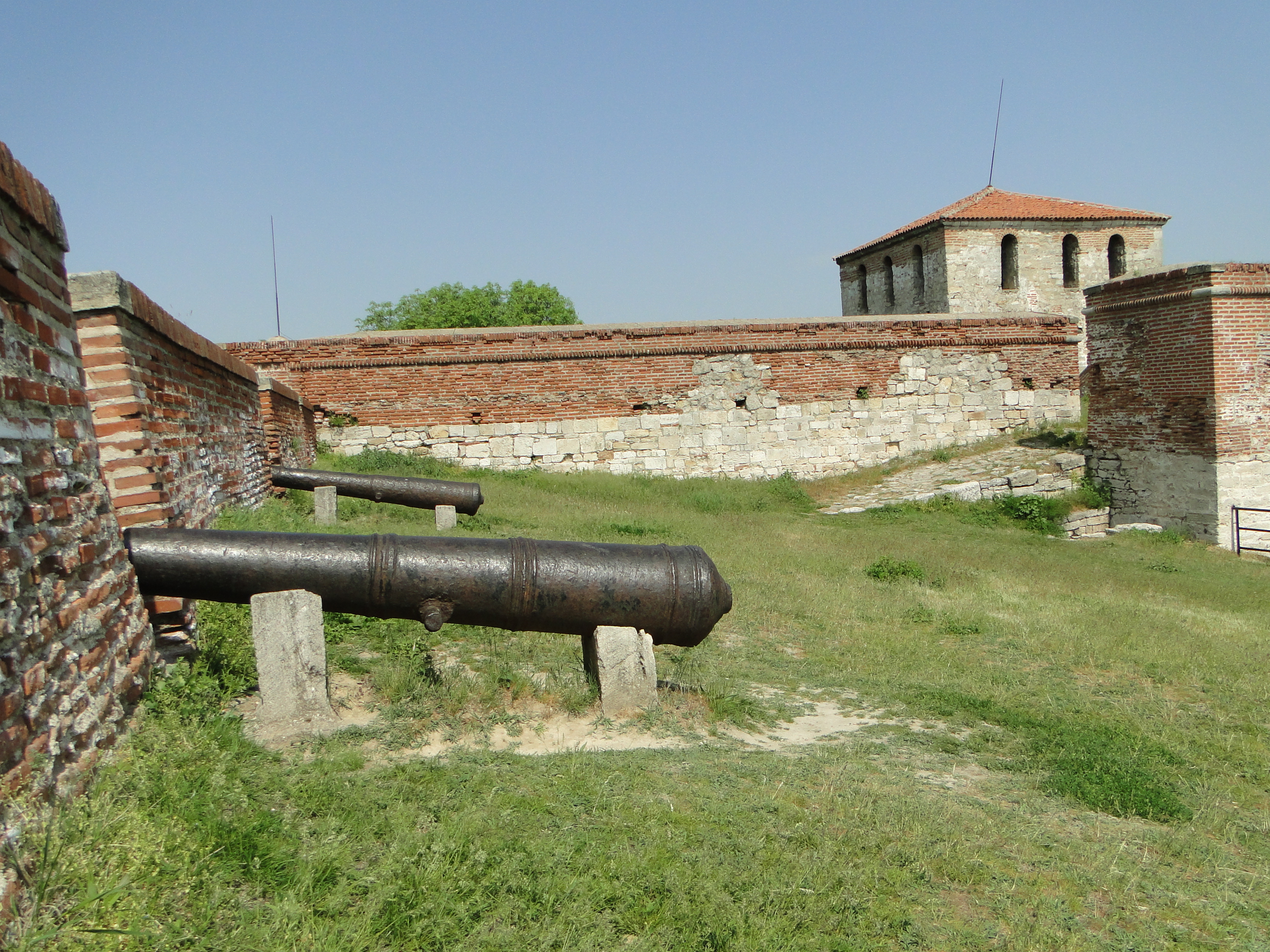